# Al Tijaria Tower
Al Tijaria Tower est un gratte-ciel de 41 étages construit en 2009 à Koweït. Il accueille des bureaux. Avec sa forme torsadée évoquant et ses 218 mètres de hauteur, il est en 2015 le sixième plus haut immeuble de la ville, loin derrière les 410 mètres de l'Al Hamra Tower.